# Rio Olt

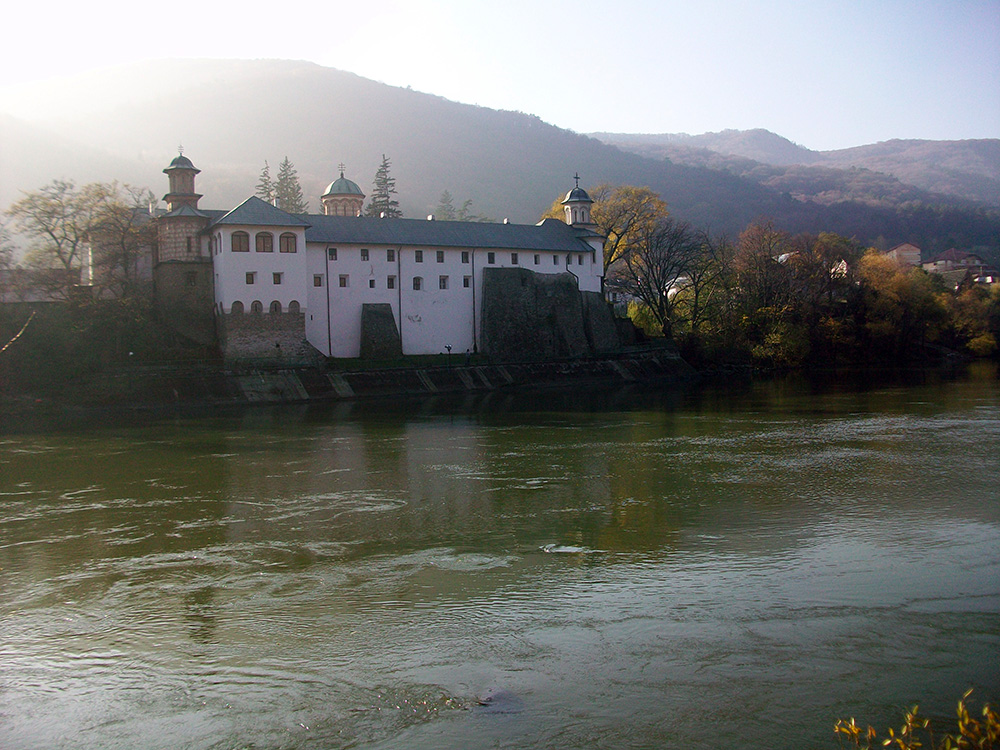
Mosteiro de Cozia

O rio Olt (alemão: Alt; húngaro: Olt; latim: Aluta ou Alutus), afluente do Danúbio, percorre a região central da Romênia.  Sua nascente encontra-se nas montanhas Hășmaș, nos Cárpatos orientais, próximo ao povoado de Bălan. Atravessa os condados de Harghita, Covasna, Brașov, Sibiu, Vâlcea e Olt.
O Condado de Olt e a província histórica de Oltênia derivam seus nomes do rio.  As principais cidades localizadas no rio Olt são Sfântu Gheorghe, Râmnicu Vâlcea and Slatina.